# Der kleine Seitensprung
Der kleine Seitensprung ist eine deutsche Filmkomödie von Reinhold Schünzel aus dem Jahre 1931 mit Hermann Thimig und Renate Müller in den Hauptrollen. Die Geschichte basiert einer Idee von Reinhold Schünzel.

## Handlung
Der elegante und attraktive Anwalt Walter Heller und seine deutlich jüngere, lebenslustige Ehefrau Erika sind ein Herz und eine Seele. Treue ist ihr beider oberstes Gebot. Lona, die Gattin des dicken Fabrikanten August Wernecke, ist da ganz anders gestrickt. Treue wird von ihr nicht ganz so groß geschrieben, und gegen einen kleinen Seitensprung hat sie auch nichts einzuwenden. In einem Moment großen Gelangweiltseins kommt ihr Walter wieder in den Sinn, mit dem sie einst, wie mit so viele anderen Männern, mal eine Affäre hatte. Einen kleinen Seitensprung mit ihm kann sich Lona jedenfalls sehr gut vorstellen. Da sie einen glaubwürdigen Grund vorweisen muss, um den Kontakt zu Walter wieder aufzufrischen, gibt sie ihm gegenüber am Telefon vor, dass sie angeblich von einem Unbekannten erpresst werden würde. Ihre eigene wie auch Walters Ehe, so behauptet Lona scheinheilig, wäre dadurch in großer Gefahr. 
Lona bittet Walter um ein Gespräch, und man verabredet sich in einem Lokal, das einst von den beiden häufig frequentiert wurde. Erika hat einen Teil des Telefonats mitgehört und nimmt nun an, dass ihr Walter auf dumme Gedanken kommen könnte und seine alte Liebe zu Lona wieder auffrischen wolle. Wie du mir, so ich dir, denkt sie sich und begibt sich nun selbst ebenfalls in ein Lokal, um dort Spaß zu haben. Dummerweise hat sie daheim ihr Portemonnaie vergessen und kann ihre Drinks nicht zahlen. Die leicht angeheiterte Erika hat Glück im Unglück, denn im Lokal trifft sie einen alten Freund Walters wieder, den jungen Dr. Max Eppmann. Sie bittet ihn, ihr kurzfristig finanziell aus der Patsche zu helfen. Im angetrunkenen Zustand will sie nicht allein nach Hause, und so schlägt Erika vor, Max zu sich nach Haus zu begleiten. Dort kommt man sich näher und küsst sich beiläufig. Eppmann, der ein hyperkorrekter Spießer mit festen Prinzipien ist, sieht sich daraufhin moralisch genötigt, Erika einen Heiratsantrag zu machen. 
Walter musste in der Zwischenzeit zur Kenntnis nehmen, dass Lona ihm die Hucke voll gelogen hat und dass rein gar nichts an der Erpresserstory stimmt. Daraufhin passiert zwischen den beiden zwischenmenschlich rein gar nichts mehr. Er und Lona verlassen die Bar und suchen Unterschlupf in Max Eppmanns Auto, da es draußen wie aus Eimern gießt. Walter fährt mit dem Wagen los und verursacht auf einer Kreuzung bei regennasser Straße einen Zusammenstoß ausgerechnet mit dem Fahrzeug August Werneckes. Dann begeht Walter auch noch Fahrerflucht, doch Wernecke kann das Nummernschild erkennen und schreibt die Ziffern- und Buchstabenfolge auf. Max Eppmann wird als Fahrzeughalter ermittelt, woraufhin August annehmen muss, dass dieser eine Liaison mit seiner Lona hat. Daraufhin kontaktiert Wernecke seinen Rechtsbeistand, der ausgerechnet Walter Heller heißt. Erst als Erika ihren Rausch überwunden hat und wieder klar sieht, kann sie so manches Missverständnis wieder auflösen, und die eigentlichen Paare finden wieder zusammen.

## Produktionsnotizen
Der kleine Seitensprung entstand im Juni/Juli 1931 in den UFA-Ateliers in Neubabelsberg und wurde am 21. August 1931 in Berlins Gloria-Palast uraufgeführt. In Österreich lief der Streifen am 2. September desselben Jahres in gleich vier Wiener Kinos an.
Günther Stapenhorst übernahm die Produktionsleitung, Werner Schlichting, Robert Herlth und Walter Röhrig entwarfen die Filmbauten. Erich von Neusser war Aufnahmeleiter. Erich Leistner zeichnete für den Ton verantwortlich.
Von diesem Film wurde zeitgleich auch eine französischsprachige Fassung unter dem Titel Le petit écart mit rein französischen Darstellern, angeführt von Pierre Richard-Willm, gedreht. Henri Chomette war Schünzels (des Französischen mächtiger) Co-Regisseur.

## Musik
Folgende Musiktitel wurden gespielt:
- Heut’ hast Du Chancen bei mir
- Kinder, ich habe einen Schwips!
- Liebling, wie wär’s?

Die Texte verfasste Robert Gilbert zu der Musik von Ralph Erwin. Es spielte das Orchester Curt Lewinnek.
Diese Lieder erschienen im Musikverlag Ufaton-Verlags GmbH Berlin.

## Wissenswertes
Um den Film besser bewerben zu können, dichtete die Werbeabteilung der UFA in Anzeigen ein wenig holperig:
- Wenn zweie sich nicht mehr genügen
- Dann gibt’s nur eine Linderung:
- Man sucht das heimliche Vergnügen
- Und macht ‘nen kleinen Seitensprung

## Kritiken
Kurt London befand in Der Film: “Dieser Film ist, ohne Übertreibung, eines der reizendsten Tonfilmlustspiele, das bisher über die Leinwand huschte, respektive durch den Lautsprecher drang. Ernst Lubitsch möge sein Haupt verhüllen: Schünzels Film überragt die letzten Schöpfungen des zum Amerikaner Gewordenen in verschiedener Hinsicht um ein Beträchtliches.  (…) Schünzel ist der Erfinder der Idee des Filmes; er schrieb auch, zusammen mit Emmerich Pressburger, das Drehbuch, das schildert, wie eine glückliche Ehe durch allerlei Einflüsse und Zufälle … beinahe zerschellt, ohne daß im Grunde irgendein Anlaß dafür vorläge. Ein derartiges Manuskript verlangte nach einer graziösen und leichten Gestaltung. Komödien, feine Lustspiele mit gefährlichem Untergrund, bestehen aus einer Fülle von Einzelzügen psychologischer Natur, die nur die einfühlende Hand eines wirklichen Künstlers überzeugend festzuhalten vermag. Wir haben Reinhold Schünzel immer für einen sehr geschickten Filmmann und einen großen Könner gehalten … Es stellte sich heraus, daß Schünzel ein nachdenklicher Mensch ist, ein Philosoph vielleicht, der das Leben recht genau betrachtet und sich sein Lied darauf macht. Dieser Film, nicht nur geschmackvoll und fröhlich, zeigt auch ein gerüttelt Maß von Klugheit.”
Der Kinematograph kam zu folgender Beurteilung: „Die Darstellung ist … in jeder Beziehung ausgeglichen und von hoher Klasse. Man entdeckt in Hermann Thimig einen Lustspielbonvivant von hohen Graden. Sieht, daß hier eine brauchbare Filmkraft vorhanden ist, die man viel zu wenig beachtete, und die, richtig angesetzt, bereits erhebliche Gewähr für den Erfolg gibt. (…) Otto Wallburg, der die Heiterkeit von der ersten bis zur letzten Szene an seine Fersen heftet, und Hermann Blaß, der, im Gegensatz zu seinem Namen, eine außerordentlich farbige, gutsitzende Charge absolviert. Bei den Frauen kommt Renate Müller in die erste Reihe. Sie wirkt elegant, fesch, liebenswürdig und strahlt wieder jene Anmut aus, die das Publikum zwingend für sie einnimmt. Hilde Hildebrandt gibt das kleine Luderchen, die Frau, die ohne Seitensprünge anscheinend nicht auskommen kann. Dieses Genre liegt ihr im Film wie auf der Bühne.“
Die Österreichische Film-Zeitung schrieb: „Eine amüsante, leichtbeschwingte liebenswürdige Angelegenheit voll wirksamster Situationen, die sich um zwei Ehen bewegt.“
In CineGraph hieß es zu Schünzels Komödien der frühen Tonfilmjahre: “Ab 1931 inszeniert er vor allem bei der UFA eine Reihe von Komödien, die sich durch ihre ironische Haltung und durch musikalischen Schwung auszeichnen. Ihre Stars sind Renate Müller (… DER KLEINE SEITENSPRUNG, 1931 ...).”